# Batalha de Af Urur
Batalha de Af Urur ocorreu em 8 de junho de 2017, quando militantes do al-Shabaab atacaram e invadiram a base militar e o vilarejo de Af Urur, em Puntland, matando vários soldados da Força de Segurança de Puntland. Foi o ataque terrorista mais mortal de qualquer grupo militante em Puntland desde a fundação do estado autônomo em 1998. 

## Antecedentes
O vilarejo de Af Urur está localizado nas montanhas de Galgala, que há muito tempo serviram como reduto do al-Shabaab, com cerca de 300 combatentes do grupo que estariam ativos ali no início de 2017.  Assim, parte de uma área contestada, Af Urur foi atacado e invadido por insurgentes várias vezes, com seu último ataque ocorrido em janeiro de 2017. Na época, a base militar local era defendida pelos paramilitares da Força Dervixe de Puntlândia, que conseguiram repelir a investida após uma batalha feroz. Em março, cerca de 30-40 milicianos de clãs e insurgentes se renderam às forças de Puntland no Af Urur e foram integrados na guarnição da base; os eventos seguintes, no entanto, sugeririam que pelo menos alguns desses combatentes ainda eram leais à al-Shabaab e serviam como células adormecidas. 

## Batalha
Em 8 de junho de 2017, por volta das 4:30 a.m., uma força de cerca de 150 a 200 militantes começou a atacar Af Urur, mantida por cerca de 150 soldados,  em três direções.  O ataque decorreu como uma completa surpresa para a guarnição local e a maioria dos soldados estavam dormindo quando aconteceu. Usando um carro bomba suicida, os atacantes romperam as defesas da base,  na área em que os novos recrutas supracitados estavam estacionados. Provavelmente auxiliados por células adormecidas locais,  os atacantes adentraram na base, gritando "Deus é grande". Um tiroteio de duas horas na base e no vilarejo se seguiu, durante o qual pelo menos 48 soldados foram mortos, incluindo o comandante da base, tenente-coronel Ahmed Muse Sangal,  o tenente-coronel Mohamed Salah Jama Tusbahle e o coronel Shire Cumar Cali. 
Posteriormente, os soldados sobreviventes de Puntland tiveram que recuar de Af Urur com 40 homens feridos  para a cidade vizinha de Armo,  então os combatentes da al-Shabaab começaram a destruir e saquear a base. Eles capturaram duas dezenas de metralhadoras pesadas, um grande número de AK-47s juntamente com uma quantidade substancial de munição. Os militantes também incendiaram dezesseis veículos militares, que foram deixados para trás pelos soldados. 
No vilarejo, os insurgentes mataram todos que encontraram, incluindo idosos, mulheres e crianças. Vários moradores foram decapitados pelos militantes.  No geral, pelo menos 20 civis foram mortos.  Logo depois, as forças do al-Shabaab recuaram de Af Urur, levando consigo seus despojos,  os desertores  e vários cativos.  Posteriormente, a Força de Segurança de Puntland retomou a cidade e a base e começou a enterrar os mortos. 

## Resultado
O al-Shabaab mais tarde reivindicou ter assassinado pelo menos 61 soldados no ataque, embora o ministro da Segurança de Puntland, Abdi Hirsi Ali, tenha contestado fortemente isso, dizendo que a maioria dos mortos eram civis.  As autoridades do governo somali prometeram vingança pelo ataque, com o presidente de Puntland Abdiweli Mohamed Ali declarando: "quero dizer às pessoas em Puntland, onde quer que estejam, para se prepararem para a guerra contra esses bandidos religiosos que atacaram nosso país".  Vários oficiais de alto escalão de Puntland visitaram Af Urur em 17 de junho para avaliar a situação da segurança local. Além disso, o governo de Puntland anunciou seus planos de lançar uma ofensiva contra o al-Shabaab. 
Af Urur sofreria outros ataques do al-Shabaab nos próximos dois anos. 